# Love note
『Love note』（ラヴ・ノート）は、坂詰美紗子の1作目のアルバム。2009年11月25日発売。

## 収録曲

### CD
1. きっと大丈夫
  - 関西テレビ・フジテレビ系ドラマ『リアル・クローズ』主題歌
2. 恋の誕生日
  - 中京テレビ「PS」2008年5月度エンディングテーマ
  - 日本工学院CMソング
3. オンナゴコロ
  - 関西テレビ・フジテレビ系ドラマ『リアル・クローズ』主題歌
  - 名古屋テレビ『ラブちぇん』2008年8・9月度エンディングテーマ
4. interlude ~love note~
5. 恋におちたら -Self Cover of Crystal Kay's Song-
6. さよならもありがとうも言えない　「すぐそこにある恋」3部作　第1章・別れ
  - レコチョクCMソング
7. 運命のふたり　「すぐそこにある恋」3部作　第2章・思い出
8. オンリーワン　　「すぐそこにある恋」3部作　第3章・再会
  - 第7回ミス東京ガールズコレクションテーマソング
  - フジテレビ系『恋がしたくなるTV～恋愛留学韓国編』エンディングテーマ
9. 愛されたい 
  - エクセレントフィルムパートナーズ、ゴー・シネマ配給映画『Dear Heart -震えて眠れ-』エンディングテーマ
10. かまって
  - 日本テレビ系『音楽戦士 MUSIC FIGHTER』POWER PLAY
  - テレビ神奈川『音楽のDNA』エンディングテーマ
11. 響 ~HIBIKI~ -Self Cover of EXILE's Song-

### DVD付
1. きっと大丈夫(Music Video)
2. 恋の誕生日(Music Video)
3. オンナゴコロ(Music Video)〈「すぐそこにある恋」3部作〉
4. 第1章 さよならもありがとうも言えない(Music Video)
5. 第2章 運命のふたり(Music Video)
6. 第3章 オンリーワン(Music Video)